# Велика хоральна синагога (Бердичів)
Бердичівська велика хоральна синагога — будівля головної синагоги (нині не діючої) в місті Бердичеві Житомирської області (в минулому - значного єврейського міста, осередку юдаїзму в Україні), цінна історико-архітектурна пам'ятка міста.
Розташована у північній частині міста за адресою: вул. Вінницька, 5.

## Опис

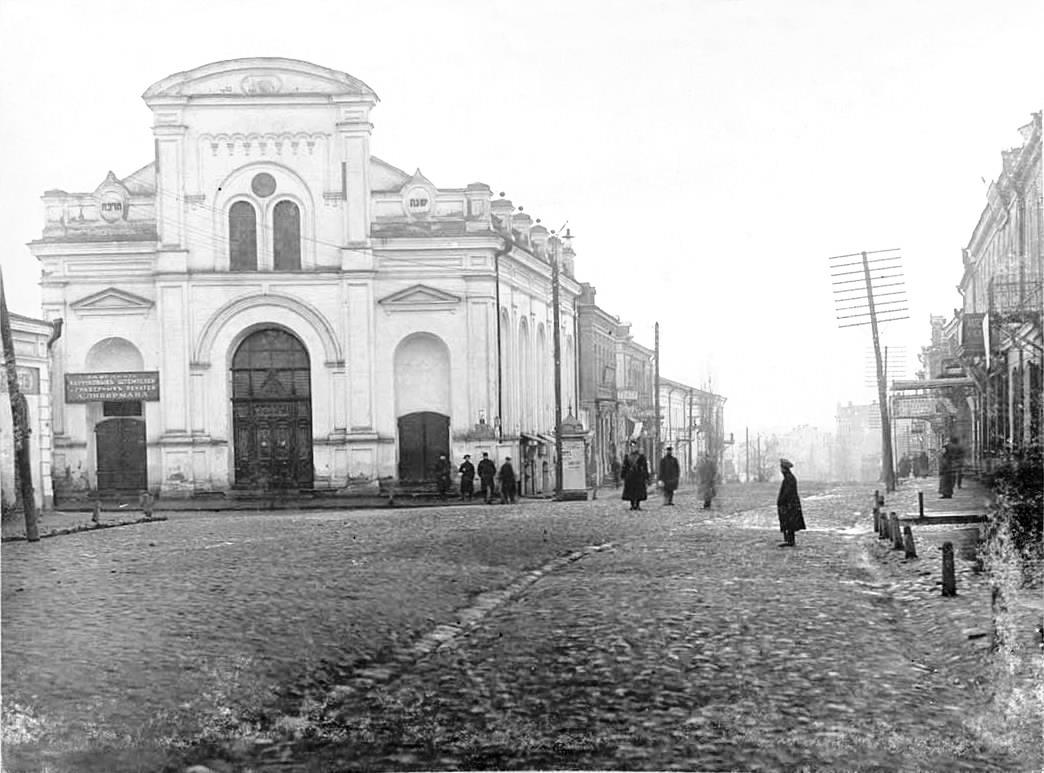
Первинний вигляд синагоги (XIX ст.)

Велика хоральна синагога Бердичева була одноповерховою, прямокутною в плані з симетричним розміщенням пілястр. Орієнтована головним фасадом на захід. Стіни — цегляні, оштукатурені.
Висота стін синагоги — 10,5 м, довжина фасадної сторони — 12 м, бічної — 19,5 м.
Храм був здатний вмістити одну тисячу парафіян.

## Історія
Велика хоральна синагога у Бердичеві була споруджена у 1850 році коштом юдейської громади. Це була одна з перших у Російській імперії хоральна синагога. Монументальність і розміри вказували на її значну роль у житті міської общини.
Синагога правила за молитовний дім, була осередком вивчення юдаїзму й місцем зібрання членів єврейської громади міста. За традицією, хоральна синагога виконувала, поряд з релігійними, також функції управління єврейською громадою.
У центрі будівлі стояли 4 колони, поставлені близько одна до одної, огороджуючи найголовнішу частину храму — підвищення для читця, яке ділило залу на 9 однакових прогонів. З підвищення відбувалися читання й коментування Біблії й Талмуду та промовлялося Благословення, використовувалося також і для світських справ. На східному кінці головної зали містився прикрашений вишуканим різьбленням вівтар.
На відміну від звичайної синагоги, тут працював постійний хор з добре підібраними голосами, кантор з обов'язковою музичною освітою й гарним баритоном. Всередині синагога була схожа чимось на лютеранську церкву — колони, ряди лав, хори, на яких розміщувалися жінки, тоді як у старих синагогах жінки знаходилися в задніх напівтемних приміщеннях з маленькими віконцями, що були заґратованими. Стеля мала пишні внутрішні бані. Інтер'єр був прикрашений поліхромними стінописами.
За СРСР, у 1929 році під приводом звернення місцевих євреїв — робітників і службовців до міськвиконкому з проханням забрати будинок хоральної синагоги з відання релігійної общини та передати його на культурні потреби працюючих, місцева влада, попри заяви й прохання вірних юдеїв залишити їм храм, спрямувала клопотання щодо закриття синагоги у керівні органи УРСР. Відтак, після закриття у колишній культовій споруді утворили клуб безбожників, який діяв до початку німецько-радянської війни.
Гітлерівські окупанти разом з фізичним знищенням євреїв зруйнували всі синагоги Бердичева, і від хоральної залишилися тільки стіни. Після відновлення радянської окупаційної влади в місті почалася відбудова об'єктів промисловості й інфраструктури міста. Коштів не вистачало, а єврейського населення практично не було. Однак поступово відбудували одну невелику кімнату колишньої хоральної синагоги, де почали проводитися богослужіння для тих, хто повертався.
У 1946 році міська влада закріпила безкоштовно за єврейською громадою будинок хоральної синагоги.
За 20 років будинок був відбудований, з'явився другий поверх. Проте чисельність єврейської громади продовжувала зменшуватися у зв'язку з від'їздом за кордон.
Починаючи від 1964 року в будинку вже колишньої Великої хоральної синагоги Бердичева почала працювати рукавична фабрика, підпорядкована міській адміністрації. У віданні підприємства (міста) будинок перебуває дотепер (2010-ті).